# 香港規劃標準與準則
《香港規劃標準與準則》（英語：Hong Kong Planning Standards and Guidelines）是香港規劃署和城市規劃委員會在規劃時所採用的參考手冊，內裡詳細記載人口數量應該對應多少項不同類型的公共設施，各種土地用途、設施的規模、分佈、位置以及其他規劃原則，內部章節則由各個政府部門共同制訂，然而不具備法律效力。此手冊最早於1965年由工務司署制訂，名稱為《土地利用計劃書》，以便促進新市鎮發展，獲得土地發展規劃委員會採納以及行政局通過。1974年，政府修訂計劃書並改名《香港發展綱略》，並於1979年獲得土地發展政策委員會核准。1981年，政府在土地發展政策委員會轄下成立規劃標準小組委員會，並檢討《香港發展綱略》的規劃標準與準則，並於翌年獨立成篇，定名《香港規劃標準與準則》。1991年向市民開放查閱。其中對香港城市及郊區的地積比率作出規定：香港島住宅的地積比率為8至10倍，九龍為7.5倍，新界、新發展區為6.5倍。《香港規劃標準與準則》至今已多次修訂以配合社會發展和時代需要。該文件亦獲得深圳市仿效，深圳市規劃和自然資源局於1990年推出深圳市城市規劃標準與準則。